# Chloroclystis subcomosa
Mesocolpia subcomosa là một loài bướm đêm trong họ Geometridae.